# 신감옥산로
신감옥산로(Singamoksan-ro)는 대한민국의 경상북도 의성군 사곡면에서 시작하여, 옥산면을 거쳐 연결하는 도로이다.

## 노선 경로
| 이름           | 접속 노선                     | 소재지 | 비고 |
| -------------- | ----------------------------- | ------ | ---- |
| (이름 없음)    | 지방도 제912호선 (의성사곡로) | 사곡면 |      |
| (이름 없음)    | 지방도 제930호선 (금봉로)     | 옥산면 |      |
| 입암교(달곡천) |                               | 옥산면 |      |
| 신계교(달곡천) |                               | 옥산면 |      |
| 옥산삼거리     | 지방도 제914호선 (의성길안로) | 옥산면 |      |

## 주요 건물 및 시설
- 운용사 - 경상북도 의성군 옥산면 신감옥산로 1073
- 옥산면사무소 - 경상북도 의성군 옥산면 신감옥산로 1180
- 옥전초등학교 - 경상북도 의성군 옥산면 신감옥산로 1206
- 옥산보건지소 - 경상북도 의성군 옥산면 신감옥산로 1226
- 옥산파출소 - 경상북도 의성군 옥산면 신감옥산로 1228-3